# Medway River 11
Medway River 11 är ett reservat i Kanada.   Det ligger i provinsen Nova Scotia, i den sydöstra delen av landet, 900 km öster om huvudstaden Ottawa.
I omgivningarna runt Medway River 11 växer i huvudsak blandskog. Runt Medway River 11 är det mycket glesbefolkat, med 3 invånare per kvadratkilometer.